# BMW F70
Der BMW 1er mit der internen Baureihenbezeichnung F70 ist die vierte Generation eines Kompaktklasse-PKWs von BMW. Das Fahrzeug wurde am 5. Juni 2024 vorgestellt. Die Markteinführung erfolgte vier Monate später.
Bei dieser Generation wird bei der Bezeichnung der Benzinmodelle auf das „i“ verzichtet, um Verwechslungen mit den elektrisch angetriebenen Fahrzeugen des Konzerns zu vermeiden. Bei den Dieselmotoren bleibt das „d“ nach der Bezeichnung der Motorisierung weiterhin bestehen. Wie auch die Vorgängergeneration F40 wird das Fahrzeug im BMW-Werk Leipzig produziert. Eine Limousine auf Basis des F70 ist der F74 (2er Gran Coupé). Er wurde am 16. Oktober 2024 vorgestellt.

## Technik
Der F70 basiert wie sein Vorgänger F40 auf der BMW-Frontantriebsplattform. Das aktuelle Fahrzeug wird als Facelift des Vorgängers gesehen.

### Karosserie

#### Maße
Das Auto ist mit einer Länge von 4361 mm um 42 mm länger und mit einer Höhe von 1459 mm um 25 mm höher als der Vorgänger. Die Breite von 1800 mm blieb annähernd gleich und der Radstand von 2670 mm exakt. Der Kofferraum fasst ohne Umklappen der Rückenlehne 380 Liter, bei 120 und 120d wegen des Platzbedarfes für die 48-Volt-Batterie des Mildhybrid-Antriebs lediglich 305 Liter. Das Leergewicht nach DIN beträgt zwischen 1425 (120) und 1625 kg (M135 xDrive).

#### Karosseriedesign
Die Front wurde überarbeitet und hat beim Tagfahrlicht das Erscheinungsbild des aktuellen 5er-BMWs (G60). Neu ist die Gestaltung der Streben der BMW-Niere: sie verlaufen teilweise schräg. Ebenso analog zur 5er-Limousine erscheint bei manchen Ausstattungen die Modellreihenziffer 1 im Hofmeisterknick (siehe Foto).

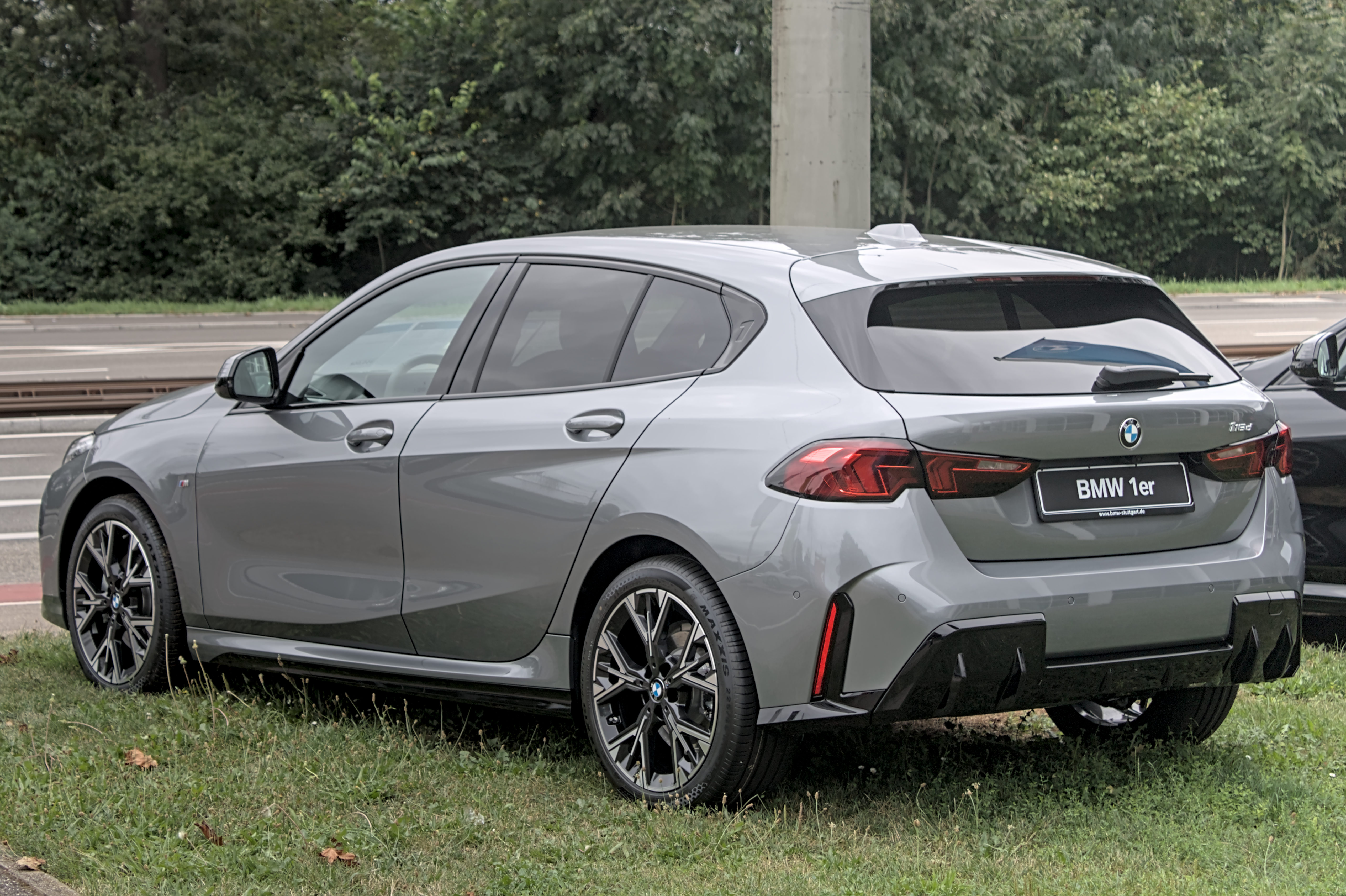
BMW 118d M Sport, Heckseitenansicht
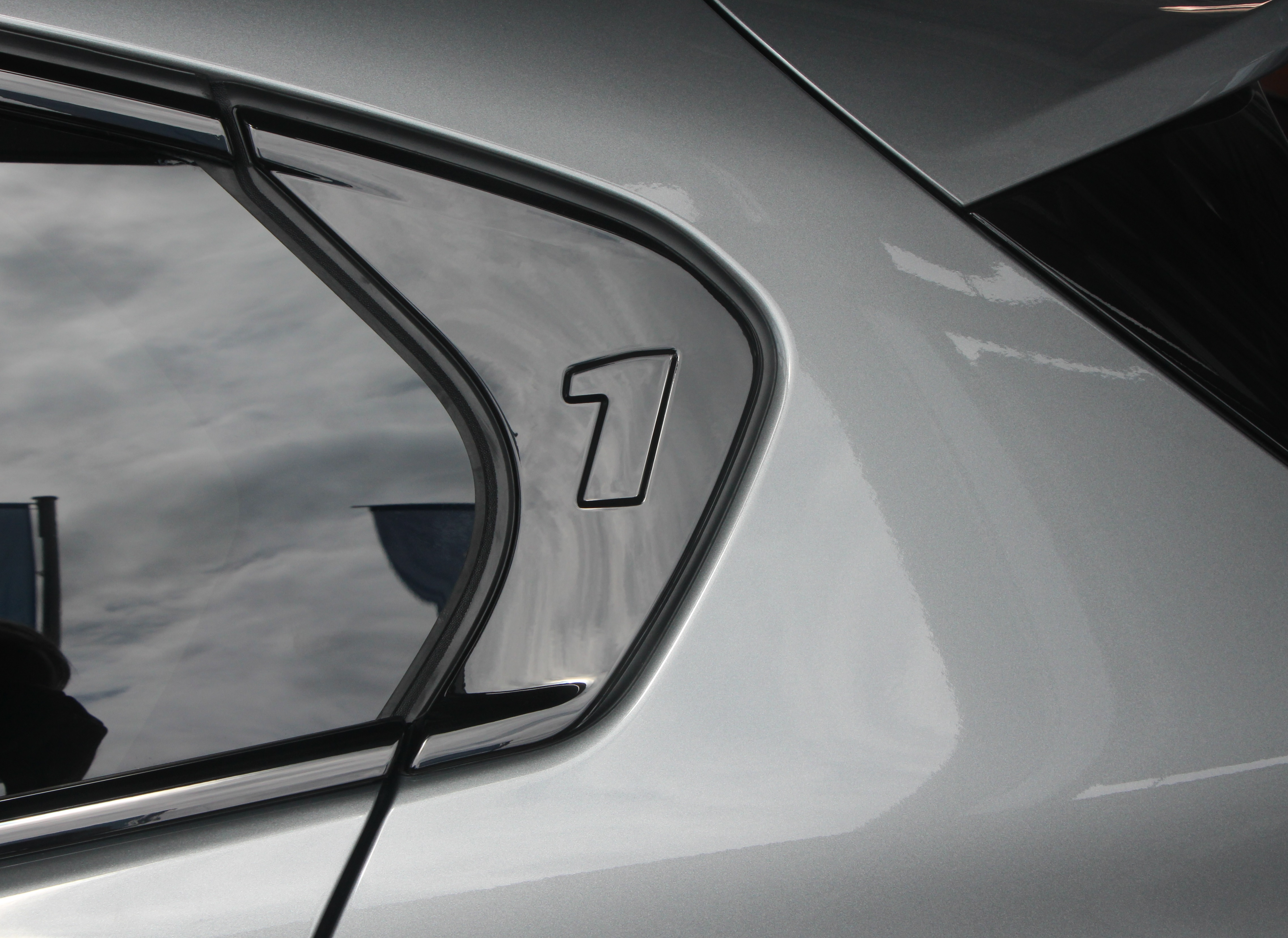
Eingeprägte 1 in der hinteren Fensterumrandung, ausstattungsabhängig
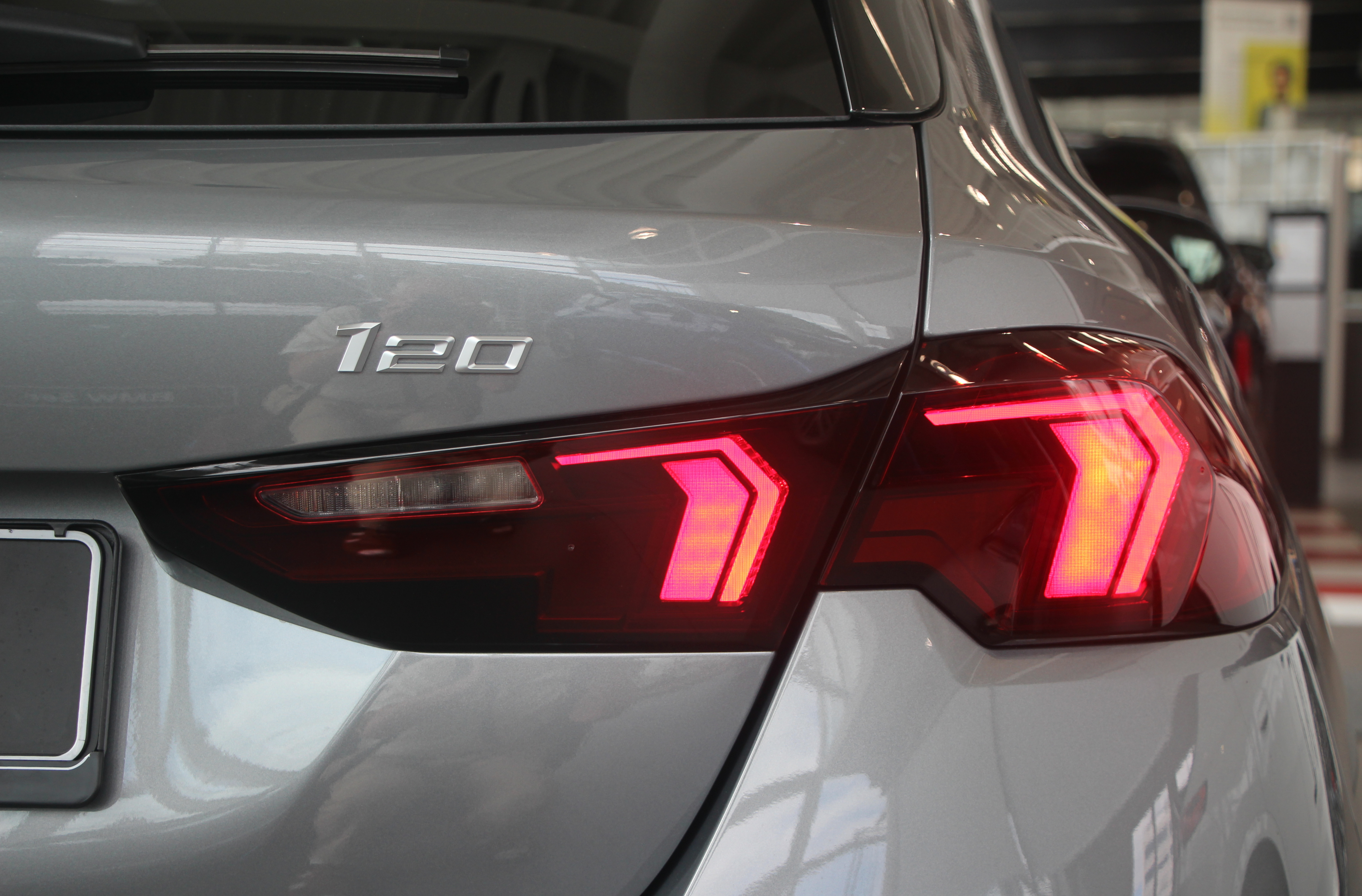
Leuchtengrafik und Modellschriftzug ohne „i“
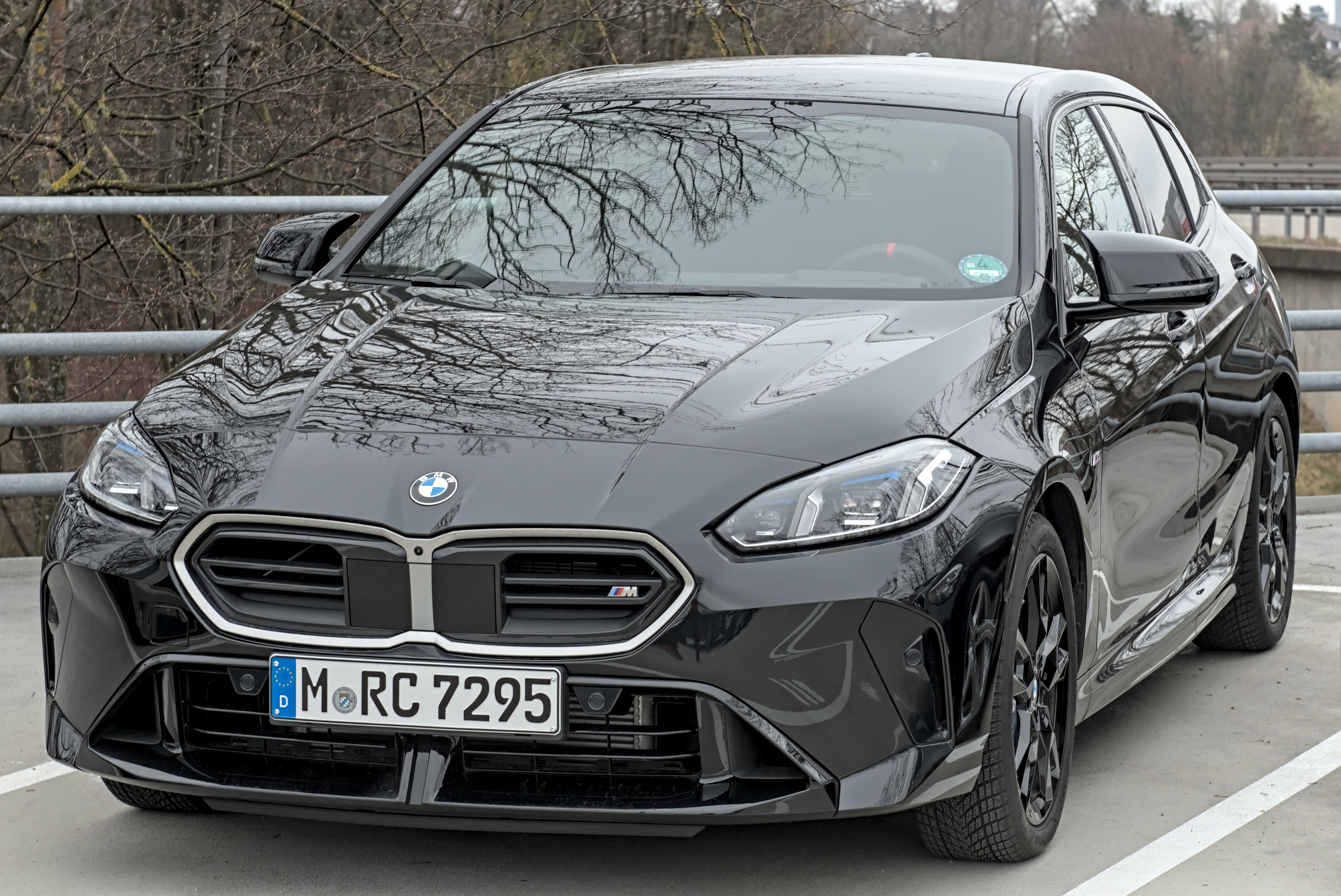
BMW M135 xDrive (seit 2024)
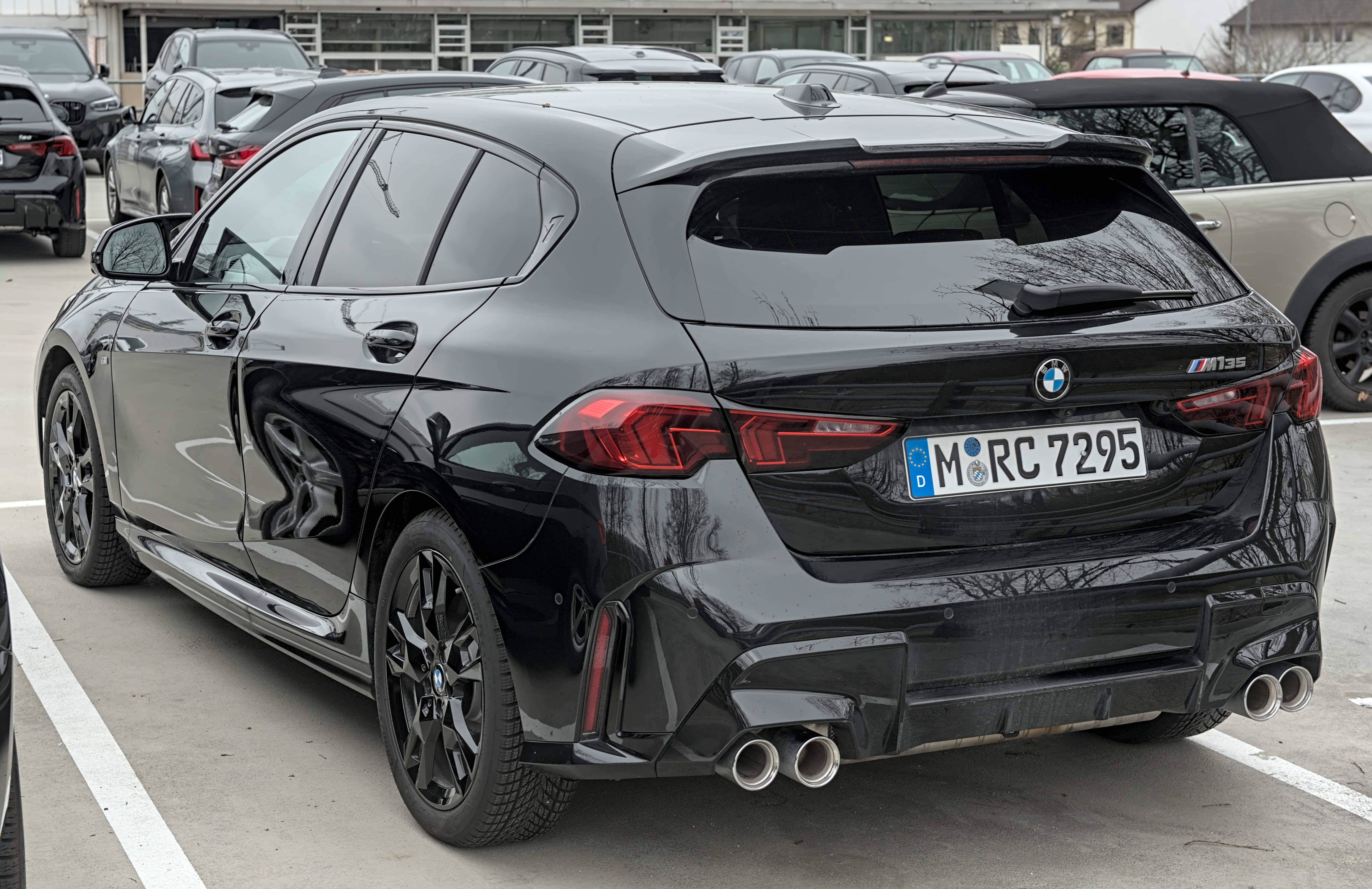
Heckseitenansicht
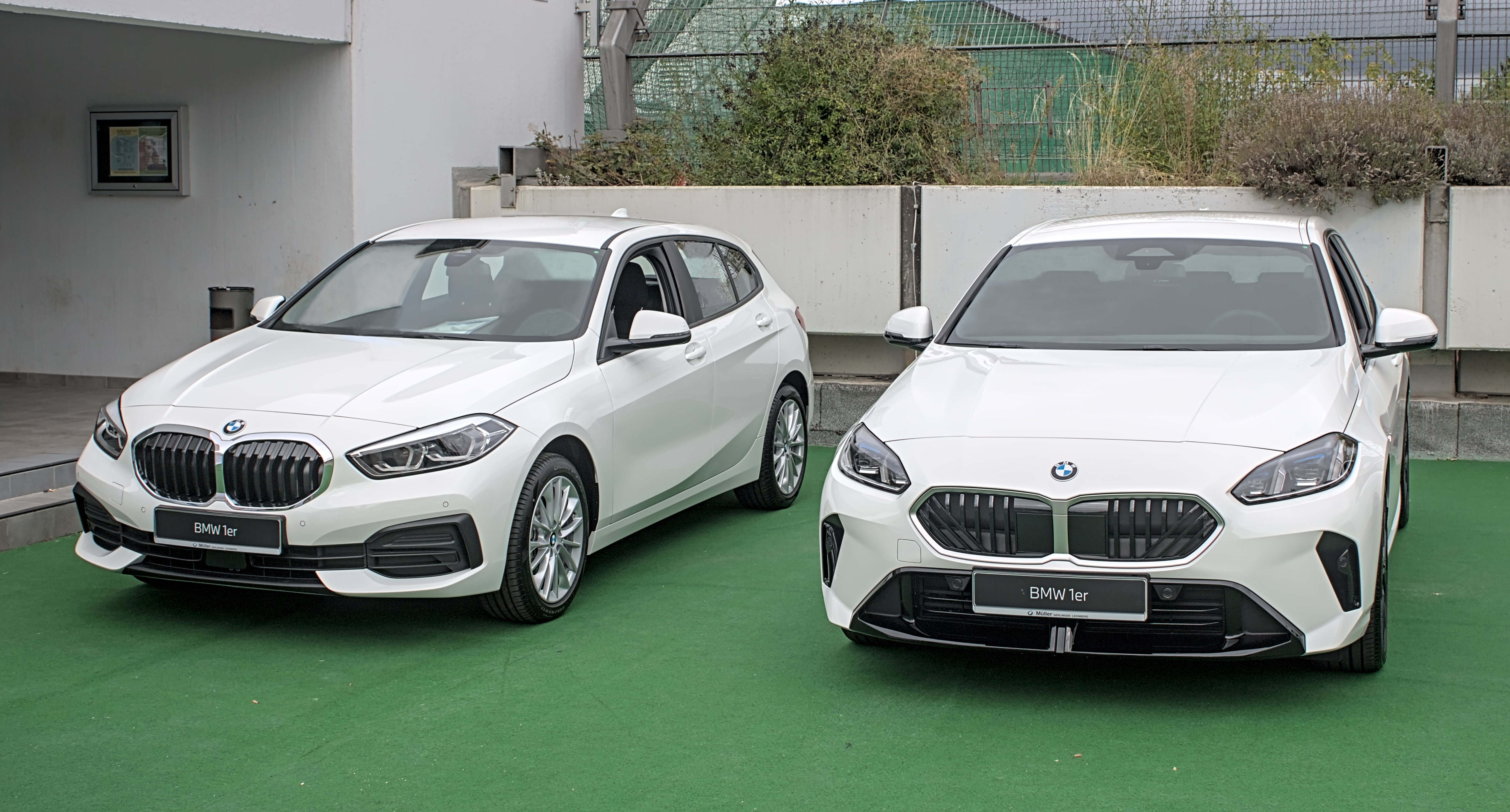
Vorgänger F40 links, F70 rechts

### Innenraum

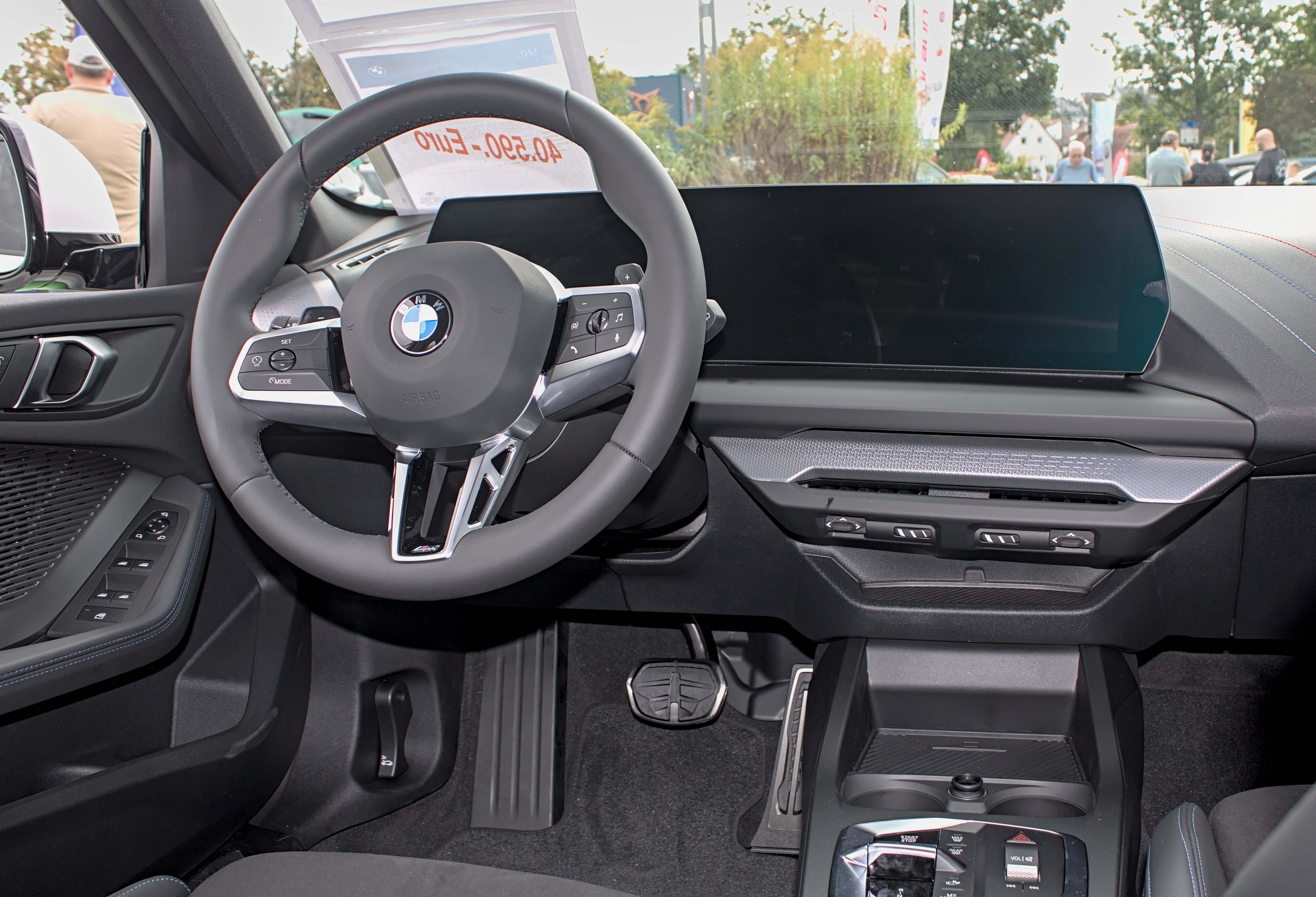
Innenansicht

Auch die Armaturentafel ist ähnlich wie beim G60-5er gestaltet. Sie hat ein gebogenes Infotainmentsystem („Curved Display“), das aus zwei je über 10 Zoll großen Bildschirmen besteht. Es gibt deutlich weniger Tasten als beim Vorgängermodell; außerdem entfiel der iDrive-Controller. Eine Kopplung mit Apple CarPlay und Android Auto ist möglich.

### Antriebsstrang

#### Motoren
Seit dem Verkaufsbeginn werden für das Fahrzeug wahlweise zwei Ottomotoren mit 1,5 Liter Hubraum und 125 kW (170 PS) als 120 sowie der M135 xDrive mit 2,0 Liter Hubraum und 221 kW (300 PS) angeboten. Der 120 hat anders als der Vorgänger einen Dreizylindermotor. Außerdem werden zwei Vierzylinder-Dieselmotoren mit 2,0 Liter Hubraum in zwei Leistungsabstufungen 110 kW (150 PS) als 118d und 120 kW (163 PS) als 120d angeboten. 
Bei den Mild-Hybriden ist der Elektromotor in das Getriebe integriert.
Im November 2024 folgten die Benziner 116 und 123 xDrive.

#### Getriebe
Alle Motorvarianten werden mit einem 7-Gang-Doppelkupplungsgetriebe (Steptronic) ausgeliefert; ein Schaltgetriebe wird nicht mehr angeboten. Im Vergleich zum Vorgänger F40 entfällt die 8-Gang-Automatik (Wandler) für die Versionen mit 4-Zylinder-Motor; sie war von Aisin Seiki zugeliefert worden. Beim optionalen Getriebe im Konfigurator werden Schaltwippen und das M-Sport-Paket hinzugefügt. Die Getriebeauswahl entspricht den Modellen der Uxx-Baureihen (U06/U10/U11) von BMW und vereinheitlicht somit die Auswahl bei allen Modellen mit quer eingebautem Motor. Das Doppelkupplungsgetriebe erfordert eine Reduktion des Drehmoments beim M135 xDrive auf 400 Nm (vorher 450 Nm).

### Fahrwerk
Das Fahrwerk erhielt neue Komponenten, um das Fahrverhalten zu optimieren. Grundsätzlich besteht die Vorderachse aus Aluminium und Stahl und die Dreilenker-Hinterachse komplett aus Stahl. Der F70 bremst rundum mit Scheibenbremsen; beim M135 xDrive sind sie belüftet. Optional für den M135 xDrive wird eine Compound-Bremse angeboten. Wie beim Vorgänger wird der Radschlupf durch die Motorsteuerung (Aktornahe Radschlupfbegrenzung, ARB) begrenzt.

### Umwelt
Die Sportsitze werden mit Polsterung und einem Bezug (Econeer) aus kreislauffähigem Recycling-Polyester angeboten.

## Technische Daten

### Ottomotoren
|                                                                 | 116                                           | 120                                                                                  | 123 xDrive                                                                           | M135 xDrive                                   |
| --------------------------------------------------------------- | --------------------------------------------- | ------------------------------------------------------------------------------------ | ------------------------------------------------------------------------------------ | --------------------------------------------- |
| Bauzeitraum                                                     | seit 11/2024                                  | seit 10/2024                                                                         | seit 11/2024                                                                         | seit 10/2024                                  |
| Motor                                                           | Ottomotor mit Katalysator, Ottopartikelfilter | Ottomotor mit Mild-Hybrid, Katalysator, Ottopartikelfilter                           | Ottomotor mit Mild-Hybrid, Katalysator, Ottopartikelfilter                           | Ottomotor mit Katalysator, Ottopartikelfilter |
| Motorbauart                                                     | Dreizylinder-Reihenmotor                      | Dreizylinder-Reihenmotor                                                             | Vierzylinder-Reihenmotor                                                             | Vierzylinder-Reihenmotor                      |
| Gemischaufbereitung                                             | Direkteinspritzung                            | Direkteinspritzung                                                                   | Direkteinspritzung                                                                   | Direkteinspritzung                            |
| Aufladung                                                       | Abgasturbolader                               | Abgasturbolader                                                                      | Abgasturbolader                                                                      | Abgasturbolader                               |
| variable Ventilsteuerung                                        | Valvetronic                                   | Valvetronic                                                                          | Valvetronic                                                                          | Valvetronic                                   |
| Motortyp                                                        | B38A15P                                       | B38A15P                                                                              | B48A20                                                                               | B48A20                                        |
| Bohrung × Hub                                                   | 82,0 mm × 94,6 mm                             | 82,0 mm × 94,6 mm                                                                    | 82,0 mm × 94,6 mm                                                                    | 82,0 mm × 94,6 mm                             |
| Hubraum                                                         | 1499 cm³                                      | 1499 cm³                                                                             | 1998 cm³                                                                             | 1998 cm³                                      |
| Verdichtungsverhältnis                                          | 11,0 : 1                                      | 11,0 : 1                                                                             | 11,1 : 1                                                                             | 9,5 : 1                                       |
| max. Leistung bei 1/min                                         | 90 kW (122 PS)/3900–6500                      | 115 kW (156 PS)/4700–6500 + 15 kW (20 PS) Mild-Hybrid 125 kW (170 PS) Systemleistung | 150 kW (204 PS)/5000–6500 + 15 kW (20 PS) Mild Hybrid 160 kW (218 PS) Systemleistung | 221 kW (300 PS)/5750–6500                     |
| max. Drehmoment bei 1/min                                       | 230 Nm/1500–3600                              | 240 Nm/1500–4400 + 55 Nm Mild-Hybrid 280 Nm Systemdrehmoment                         | 320 Nm/1500–4000 + 55 Nm Mild Hybrid 360 Nm Systemdrehmoment                         | 400 Nm/2000–4500                              |
| Getriebe, serienmäßig                                           | 7-Gang-Doppelkupplungsgetriebe                | 7-Gang-Doppelkupplungsgetriebe                                                       | 7-Gang-Doppelkupplungsgetriebe                                                       | 7-Gang-Doppelkupplungsgetriebe                |
| Getriebe, optional                                              | —                                             | —                                                                                    | —                                                                                    | —                                             |
| Antrieb, serienmäßig                                            | Frontantrieb                                  | Frontantrieb                                                                         | Allradantrieb                                                                        | Allradantrieb                                 |
| Antrieb, optional                                               | —                                             | —                                                                                    | —                                                                                    | —                                             |
| Beschleunigung, 0 bis 100 km/h in s                             | 9,8                                           | 7,8                                                                                  | 6,3                                                                                  | 4,9                                           |
| Höchstgeschwindigkeit in km/h                                   | 210                                           | 226                                                                                  | 246                                                                                  | 250                                           |
| Leergewicht in kg                                               | 1465                                          | 1500                                                                                 | 1605                                                                                 | 1625                                          |
| Kraftstoffverbrauch nach ECE-Fahrzyklus, kombiniert in l/100 km | 6,5–6,6 Super Plus                            | 5,9–6,0 Super Plus                                                                   | 6,6 Super Plus                                                                       | 8,1 Super Plus                                |
| CO2-Emission, kombiniert in g/km                                | 148–149                                       | 134–135                                                                              | 148–149                                                                              | 184                                           |
| Abgasnorm nach EU-Klassifikation                                | Euro 6e                                       | Euro 6e                                                                              | Euro 6e                                                                              | Euro 6e                                       |

### Dieselmotoren
|                                                                 | 118d                                                                           | 120d                                                                                        |
| --------------------------------------------------------------- | ------------------------------------------------------------------------------ | ------------------------------------------------------------------------------------------- |
| Bauzeitraum                                                     | seit 10/2024                                                                   | seit 10/2024                                                                                |
| Motor                                                           | Dieselmotor mit Dieselpartikelfilter, NOX-Speicherkatalysator, SCR-Katalysator | Dieselmotor mit Mild-Hybrid, Dieselpartikelfilter, NOX-Speicherkatalysator, SCR-Katalysator |
| Zylinderanzahl                                                  | R4                                                                             | R4                                                                                          |
| Gemischaufbereitung                                             | Common-Rail-Direkteinspritzung                                                 | Common-Rail-Direkteinspritzung                                                              |
| Aufladung                                                       | Abgasturbolader mit verstellbaren Leitschaufeln (VTG)                          | Abgasturbolader mit verstellbaren Leitschaufeln (VTG)                                       |
| Motortyp                                                        | B47C20B                                                                        | B47C20B                                                                                     |
| Bohrung × Hub                                                   | 84,0 mm × 90,0 mm                                                              | 84,0 mm × 90,0 mm                                                                           |
| Hubraum                                                         | 1995 cm³                                                                       | 1995 cm³                                                                                    |
| Verdichtungsverhältnis                                          | 16,5 : 1                                                                       | 16,5 : 1                                                                                    |
| max. Leistung bei 1/min                                         | 110 kW (150 PS)/3750–4000                                                      | 110 kW (150 PS)/3750–4000 + 15 kW (20 PS) Mild-Hybrid 120 kW (163 PS) Systemleistung        |
| max. Drehmoment bei 1/min                                       | 360 Nm/1500–2500                                                               | 360 Nm/1500–2500 + 55 Nm Mild-Hybrid 400 Nm Systemdrehmoment                                |
| Getriebe, serienmäßig                                           | 7-Gang-Doppelkupplungsgetriebe                                                 | 7-Gang-Doppelkupplungsgetriebe                                                              |
| Getriebe, optional                                              | —                                                                              | —                                                                                           |
| Antrieb, serienmäßig                                            | Frontantrieb                                                                   | Frontantrieb                                                                                |
| Antrieb, optional                                               | —                                                                              | —                                                                                           |
| Beschleunigung, 0 bis 100 km/h in s                             | 8,3                                                                            | 7,9                                                                                         |
| Höchstgeschwindigkeit in km/h                                   | 222                                                                            | 222                                                                                         |
| Leergewicht in kg                                               | 1540                                                                           | 1570                                                                                        |
| Kraftstoffverbrauch nach ECE-Fahrzyklus, kombiniert in l/100 km | 5,2 Diesel                                                                     | 4,8 Diesel                                                                                  |
| CO2-Emission, kombiniert in g/km                                | 135–136                                                                        | 125                                                                                         |
| Abgasnorm nach EU-Klassifikation                                | Euro 6e                                                                        | Euro 6e                                                                                     |